# 香港金紫荊奨
香港金紫荊奨は、「香港映画評論家協会」が主催する映画賞。香港電影金紫荊奨（ゴールデン・バウヒニア賞）。香港のアカデミー賞とも称される香港電影金像奨に対抗する形で。毎年3月に授賞式典が開催される。1996年に創設、その信頼性は疑問となり、2008年に懸濁した。

## 歴代主要各賞
| 回 | 年              | 最優秀作品賞                    | 最優秀監督賞                                                   | 最優秀主演男優賞                                   | 最優秀主演女優賞                                    | 最優秀助演男優賞                                 | 最優秀助演女優賞                               |
| -- | --------------- | ------------------------------- | -------------------------------------------------------------- | -------------------------------------------------- | --------------------------------------------------- | ------------------------------------------------ | ---------------------------------------------- |
| 1  | 1996年          | 『女人、四十。』                | アン・ホイ 『女人、四十。』                                    | チャウ・シンチー 『チャイニーズ・オディッセイ』    | ジョセフィーン・シャオ 『女人、四十。』             | チン・カーロッ 『フル・スロットル 烈火戦車』     | カレン・モク 『天使の涙』                      |
| 1  | 1996年          | 『女人、四十。』                | アン・ホイ 『女人、四十。』                                    | ロイ・チャオ 『女人、四十。』                      | ジョセフィーン・シャオ 『女人、四十。』             | チン・カーロッ 『フル・スロットル 烈火戦車』     | カレン・モク 『天使の涙』                      |
| 2  | 1997年          | 『ラヴソング』                  | ピーター・チャン 『ラヴソング』                                | ケント・チェン 「三個受傷的警察」                  | マギー・チャン 『ラヴソング』                       | エリック・ツァン 『ラヴソング』                  | スー・チー 『夢翔る人/色情男女』               |
| 3  | 1998年          | 『メイド・イン・ホンコン』      | フルーツ・チャン 『メイド・イン・ホンコン』                    | トニー・レオン 『ブエノスアイレス』                | カリーナ・ラウ 『女ともだち』                       | フランシス・ン 「一個字頭的誕生」                | アニタ・ムイ 「半生縁」                        |
| 4  | 1999年          | 『ビースト・コップス 野獣刑警』 | ゴードン・チャン・ダンテ・ラム 『ビースト・コップス 野獣刑警』 | アンソニー・ウォン 『ビースト・コップス 野獣刑警』 | サンドラ・ン 『ポートランド・ストリート・ブルース』 | パトリック・タム 『ビースト・コップス 野獣刑警』 | スー・チー 『玻璃の城』                        |
| 5  | 2000年          | 『ザ・ミッション 非情の掟』     | ジョニー・トー 『ザ・ミッション 非情の掟』                     | ラウ・チンワン 「再見阿郎」                        | ロレッタ・リー 「千言萬語」                         | ロイ・チョン 『ザ・ミッション 非情の掟』         | ロー・ラン 『オーバー・サマー 爆裂刑事』       |
| 5  | 2000年          | 『ザ・ミッション 非情の掟』     | ジョニー・トー 『ザ・ミッション 非情の掟』                     | アンソニー・ウォン 『千言萬語』                    | ロレッタ・リー 「千言萬語」                         | ロイ・チョン 『ザ・ミッション 非情の掟』         | ロー・ラン 『オーバー・サマー 爆裂刑事』       |
| 6  | 2001年          | 『グリーン・デスティニー』      | アン・リー 『グリーン・デスティニー』                          | アンディ・ラウ 『ファイターズ・ブルース』          | チン・ハイルー 『ドリアン ドリアン』                | フランシス・ン 「公元2000」                      | チャン・ツィイー 『グリーン・デスティニー』    |
| 7  | 2002年          | 『少林サッカー』                | チャウ・シンチー 『少林サッカー』                              | フー・ジュン 『藍宇 〜情熱の嵐〜』                 | シルヴィア・チャン 「地久天長」                     | ウォン・ヤッフェイ 『少林サッカー』              | ジョシー・ホー 「地久天長」                    |
| 8  | 2003年          | 『インファナル・アフェア』      | アンドリュー・ラウ・アラン・マック 『インファナル・アフェア』  | トニー・レオン 『インファナル・アフェア』          | アンジェリカ・リー 『the EYE 【アイ】」             | アンソニー・ウォン 『インファナル・アフェア』    | カリーナ・ラム 「男人四十」                    |
| 9  | 2004年          | 『PTU』                         | ジョニー・トー 『PTU』                                         | サイモン・ヤム 『PTU』                             | セシリア・チャン 『忘れえぬ想い』                   | ラム・シュー 『PTU』                             | マギー・シュー 『PTU』                         |
| 10 | 2005年          | 『カンフーハッスル』            | イー・トンシン 『ワンナイト・イン・モンコック』                | トニー・レオン 『2046』                            | レネ・リウ 『イノセントワールド -天下無賊-』        | ユン・ワー 『カンフーハッスル』                  | バイ・リン 『美しい夜、残酷な朝「dumplings」』 |
| 11 | 2006年          | 『エレクション』                | ピーター・チャン 『ウィンター・ソング』                        | サイモン・ヤム 『エレクション』                    | ジョウ・シュン 『ウィンター・ソング』               | アンソニー・ウォン 『頭文字D』                   | テレサ・モウ 『早熟 青い蕾』                   |
| 12 | 2007年          | 『エグザイル/絆』               | ジョニー・トー 『エグザイル/絆』                               | ラウ・チンワン 「我要成名」                        | コン・リー 『王妃の紋章』                           | 呉景滔 「父子」                                  | ジョウ・シュン 『女帝 ［エンペラー］』         |
| 12 | 2007年          | 「父子」                        | ジョニー・トー 『エグザイル/絆』                               | ラウ・チンワン 「我要成名」                        | シャーリーン・チョイ 「戲王之王」                   | 呉景滔 「父子」                                  | ジョウ・シュン 『女帝 ［エンペラー］』         |
| 12 | 2007年          | 『墨攻』                        | ジョニー・トー 『エグザイル/絆』                               | ラウ・チンワン 「我要成名」                        | シャーリーン・チョイ 「戲王之王」                   | 呉景滔 「父子」                                  | ジョウ・シュン 『女帝 ［エンペラー］』         |
|    | 2008年 - 2010年 | 取り消される                    | 取り消される                                                   | 取り消される                                       | 取り消される                                        | 取り消される                                     | 取り消される                                   |